# 康科德 (阿拉巴馬州)
康科德（英語：Concord）是一個位於美國阿拉巴馬州傑佛遜縣的非建制地區和人口普查指定地區。根據2010年美國人口普查，該地人口為1837人。

## 地理
康科德的座標為33°28′09″N 87°02′17″W / 33.469092°N 87.038163°W，而該地最高點為海拔高度178米（即585英尺）。